# La Triade du papillon
Pour plus de détails, voir Fiche technique et Distribution.
La Triade du papillon (紫蝴蝶, Zǐ húdié, en anglais Purple Butterfly) est un film chinois sorti en 2004, réalisé par Lou Ye et mettant en vedette Zhang Ziyi.

## Fiche technique
- Titre original : 紫蝴蝶, Zǐ húdié
- Titre français : La Triade du papillon
- Titre en anglais : Purple Butterfly
- Production : Lou Ye, Wang Wei et Zhu Yongde
- Langue : mandarin, japonais, vietnamien